# 1955 год в истории изобразительного искусства СССР
1955 год был отмечен многими событиями, оставившими заметный след в истории советского изобразительного искусства

## События
- 20 января — «Всесоюзная художественная выставка» открылась в Москве в Государственной Третьяковской галерее. Среди 818 участников представлены произведения Всеволода Баженова, Петра Белоусова, Нины Веселовой, Александра Герасимова, Александра Дейнеки, Майи Копытцевой, Елены Костенко, Бориса Лавренко, Александра Лактионова, Евсея Моисеенко, Михаила Натаревича, Самуила Невельштейна, Юрия Непринцева, Владимира Овчинникова, Виктора Орешникова, Александра Самохвалова, Виктора Тетерина, Николая Тимкова, Владимира Токарева и других художников[1].
- 7 июля — «Весенняя выставка произведений ленинградских художников» открылась в залах Ленинградского Союза советских художников с участием Ивана Абрамова, Ивана Андреева, Евгении Антиповой, Николая Бабасюка, Леонида Байкова, Ирины Балдиной, Константина Белокурова, Петра Васильева, Василия Викулова, Раисы Гетман, Якова Голубева, Владимира Горба, Алексея Еремина, Василия Жаворонкова, Михаила Железнова, Вячеслава Загонека, Рубена Захарьяна, Елены Ивановой-Эберлинг, Майи Копытцевой, Анны Костровой, Геворка Котьянца, Ивана Лавского, Александры Левушиной, Ефима Ляцкого, Дмитрия Маевского, Гавриила Малыша, Константина Молтенинова, Николая Мухо, Льва Орехова, Сергея Осипова, Филарета Пакуна, Пен Варлена, Сергея Приселкова, Льва Русова, Ивана Савенко, Александра Семёнова, Арсения Семёнова, Елены Скуинь, Георгия Татарникова, Николая Тимкова, Леонида Ткаченко, Юрия Тулина, Бориса Харченко, Леонида Худякова, Юрия Шаблыкина, Лидии Шарлемань, Александра Шмидта и других ленинградских художников.[2]
- В Саратове открыт мраморный бюст русскому писателю и просветителю А. Н. Радищеву. Автор памятника скульптор Кибальников А. П.[3].
- Выставка произведений Виктора Орешникова, к 50-летию со дня рождения художника в Музее Академии художеств.[4]
- «Четвёртая Всесоюзная выставка дипломных работ студентов художественных институтов СССР выпуска 1955 года» открылась в Москве.[5]
- Михаил Труфанов пишет картину «Горновой». В этом же году на V Всемирном фестивале молодежи и студентов в Варшаве картина удостоена золотой медали[6].

## Скончались
- 2 мая — Шухмин Пётр Митрофанович, советский живописец, лауреат Сталинской премии (род. в 1894).
- 5 мая — Остроумова-Лебедева Анна Петровна, русский советский график и педагог, Народный художник РСФСР (род. в 1871).
- 16 июня — Рянгина Серафима Васильевна, советский живописец (род. в 1891).
- 7 сентября — Федоровский Фёдор Фёдорович, русский советский театральный художник, главный художник Большого Театра, Народный художник СССР, действительный член и вице-президент Академии художеств СССР, лауреат пяти Сталинских премий, автор эскизов Рубиновых звёзд на Башнях Кремля (род. в 1883).
- 19 декабря — Любимов Александр Михайлович, русский советский художник и педагог (род. в 1879).

- Фёдор Федоровский
- Анна Остроумова-Лебедева